# 狂熱の蠍団 ヴァージン・キラー
狂熱の蠍団 ヴァージン・キラー（きょうねつのさそりだん- Virgin Killer）は、ドイツのハードロックバンドスコーピオンズの4枚目のスタジオアルバム。1976年リリース。

## 概要
- オリジナルアートワークに使用された少女のヌード写真が問題視され、米国では発売当初から現行盤のアートワークへ差し替えとなっている。
- ボーカルのクラウス・マイネは後年、成人になったモデルの少女と再会したという。クラウスいわく、「この女の子はそんなに気にしてなかったんだ。彼女は21歳になっていて、「どう思ってる？」と聞いたら、「私にとってもいい想い出です」と言っていた」と語っている[1]。一方、ギタリストだったウリ・ジョン・ロートは2016年のインタビューにて、「（在籍していた当時の作品のアートワークで）好きな物はない。どれも酷い出来だったよ。」「ヴァージン・キラーのジャケットは本当に酷かった。」と当時を振り返っている[2]。
- 日本盤では1995年の再発盤CD（BVCP-7375）まではオリジナル・ジャケットが使用されていたが、2007年発売の紙ジャケット・シリーズ（BVCM-37925）以降は欧米と同じくオリジナルLP盤の裏ジャケット写真へ差し替えとなった。

## 収録曲
1. 幻の肖像 - Pictured Life (3:21)
  - K.Meine / U.Roth / R.Schenker
2. キャッチ・ユア・トレイン - Catch Your Train (3:32)
  - K.Meine / R.Schenker
3. イン・ユア・パーク - In Your Park (3:39)
  - K.Meine / R.Schenker
4. バックステージ・クイーン - Backstage Queen (3:10)
  - K.Meine / R.Schenker
5. ヴァージン・キラー - Virgin Killer (3:41)
  - U.Roth
6. ヘル・キャット - Hell Cat (2:54)
  - U.Roth
7. クライング・デイズ - Crying Days (4:36)
  - K.Meine / R.Schenker
8. 暗黒の極限 - Polar Nights (5:04)
  - U.Roth
9. イエロー・レイヴン - Yellow Raven (4:58)
  - U.Roth